# In Love for a While
In Love for a While – singel szwajcarskiej piosenkarki Annę Rossinelli napisany przez Davida Kleina oraz wydany na debiutanckiej płycie studyjnej artystki zatytułowanej Bon Voyage z 2011 roku.
W 2011 roku utwór reprezentował Szwajcarię podczas 56. Konkursu Piosenki Eurowizji dzięki wygraniu w grudniu 2010 roku finału krajowych eliminacji Die grosse Entscheidungs Show po zdobyciu największego poparcia telewidzów (23,93% głosów). W marcu ukazał się oficjalny teledysk do piosenki.
10 maja numer został zaprezentowany przez Rossinelli w pierwszym półfinale widowiska i z dziesiątego miejsca awansował do finału, w którym zajął ostatecznie ostatnie, 25. miejsce z 19 punktami na koncie.

## Lista utworów
CD Maxi-single
1. „In Love for a While” (Radio Version) – 2:49
2. „In Love for a While” (Brass Remix) – 2:49
3. „In Love for a While” (Karaoke Version) – 2:47

## Notowania na listach przebojów
| Kraj       | Lista (2011)   | Najwyższe miejsce |
| ---------- | -------------- | ----------------- |
| Szwajcaria | Singles Top 75 | 3                 |
| Szwajcaria | Airplay Top 30 | 8                 |